# Disconnection Notice
Disconnection Notice är det femte officiella albumet av Goldfinger. Skivan släpptes den 15 februari 2005 och spellängden är 36:50 min.

## Låtlista
1. "My Everything" – 2:38
2. "Wasted" – 3:09
3. "Ocean Size" – 2:54
4. "Uncomfortable" – 2:37
5. "Too Many Nights" – 3:08
6. "Damaged" – 2:56
7. "Behind The Mask" – 2:58
8. "I Want" – 2:21
9. "Iron Fist" – 2:54
10. "Walk Away" – 3:38
11. "Faith" – 2:19
12. "Stalker" – 2:46